# Mercromina
Mercromina és un tradicional antisèptic dermatològic utilitzat a Espanya des de 1935 per a la desinfecció de ferides superficials, cremades i rascades i molt popular pel seu característic color vermell. El seu principi actiu és la merbromina. S'adquireix sense recepta mèdica i s'aplica en forma de gotes directament sobre la pell.

## Composició

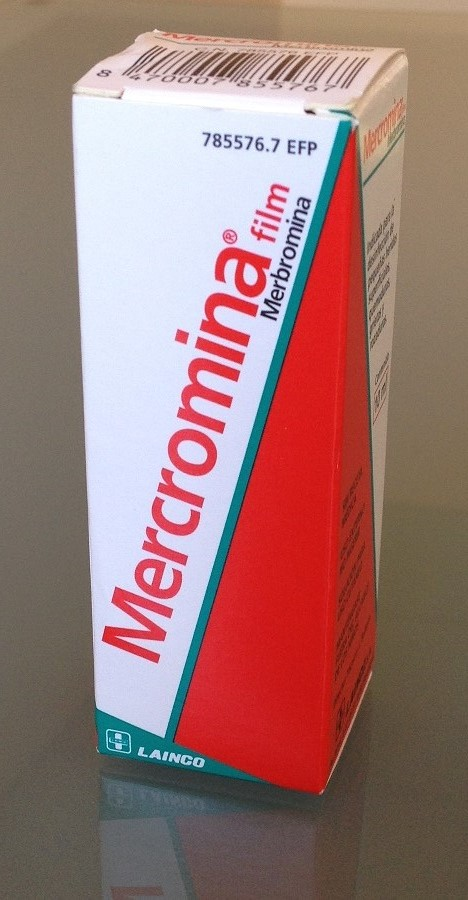
Capseta de Mercromina tal com es ven en farmàcies

La Mercromina conté un 2% de merbromina, i la resta del compost és una mescla de povidona, lauriléter polioxietilènic i aigua purificada, usats com a excipients.

## Propietats
Mercromina és un antisèptic no càustic i no tòxic, ha estat àmpliament utilitzat tant en petites ferides com en ferides quirúrgiques i està demostrada la seva seguretat d'ús. Aplicada sobre ferides, la merbromina es fixa principalment sobre les cèl·lules danyades i superficies epitelials, penetrant escassament en els teixits vius.
Presenta activitat davant cocs gram positius, Mycobacterium chelonei, determinats bacils àcid-alcohol resistents, fongs i virus. Inhibeix bacils gram-negatius i gram-positius i Pseudomonas aeruginosa.
Recomanat especialment per a l'antisèpsia del cordó umbilical i el peu diabètic.

## Presentació
Avui dia Mercromina Film es comercialitza en els formats de 10, 30 i 250 ml.

## Aplicació

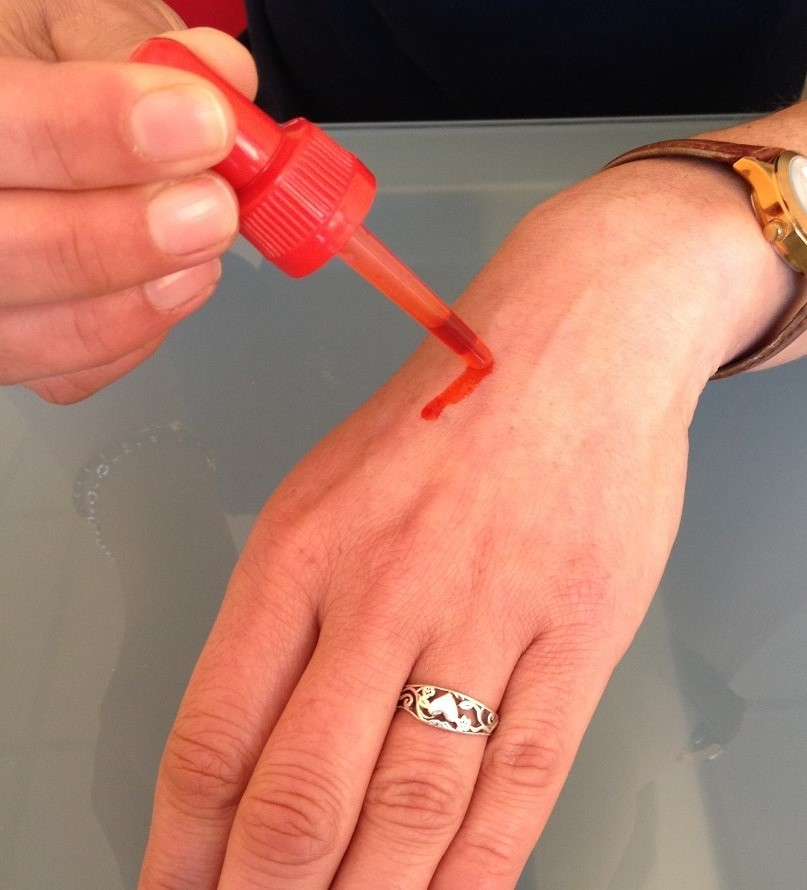
Aplicació de Mercromina sobre la pell

Rentar la ferida amb aigua, aigua amb sabó, o a falta d'alguna de les anteriors, amb la mateixa Mercromina en abundant quantitat i posteriorment assecar. Amb el comptagotes recobrir la ferida i les seves vores. Deixar uns minuts per assegurar la seva fixació, treure l'excés amb gasa o cotó sense tocar la ferida. Es recomana aplicar 2-3 vegades per dia.

## Història

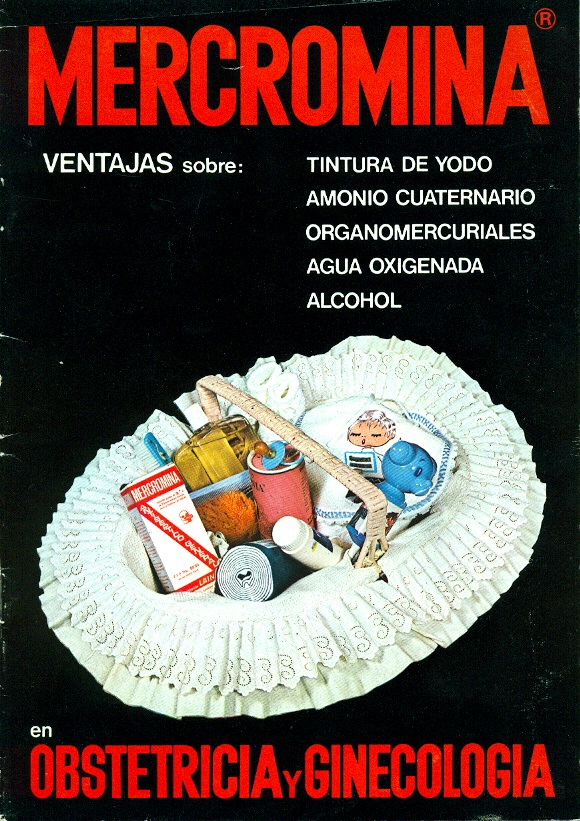
Fulletó comercial utilitzat l'any 1973 per a promoure l'ús de la Mercromina en Ginecologia i Obstetrícia

La Mercromina va ser introduïda a Espanya a mitjans dels anys 30 pel químic José Antonio Serrallach Julià, que va conèixer les bondats de la merbromina durant la seva estada com investigador a l'Institut Tecnològic de Massachusetts (EUA). Es va fabricar i distribuir com a marca comercial a través de la companyia farmacèutica Lainco, amb seu a Rubí (Vallès Occidental).
El producte va assolir la popularitat més alta entre 1950 i 1980, època en la qual va adquirir una posició dominant en el mercat i va arribar a convertir-se en un element indispensable a la farmaciola de qualsevol casa espanyola. Els infants del país, que llavors jugaven als carrers, lluïen Mercromina orgullosos sobre les ferides de genolls i colzes.

### Mercromina i Mercromina Film
El medicament va ser registrat l'1 de maig de 1935 com un compost de Merbromina 2% i aigua purificada fins a 100 ml. No obstant això, el 1971 es va registrar Mercromina Film, que és la que es comercialitza actualment, i que inclou dos excipients més: la povidona (film hidròfil protector) i el laurilèter polioxietilènic, un tensioactiu que permet cobrir millor la zona a tractar.

## Desús
Amb la introducció d'altres antisèptics nous als hospitals, com la povidona iodada o la clorhexidina, la gent va començar a apostar per ells i va marcar el declivi en vendes de la marca.

## Cultura popular
La Mercromina va arribar a convertir-se en una icona de la classe mitjana espanyola, com la crema Nivea, el Filvit, el got de Nocilla, les pipes Churruca, les bales, les calcomanies o els mitjons blancs amb dues ratlles. Tant va ser així, que un dels noms populars amb què es coneix a la generació del baby boom, és la Generació Mercromina.
Generacions de reclutes espanyols i també d'excursionistes l'han fet servir per guarir les úlceres dels seus peus conseqüència de les marxes realitzades.
Causa de la seva popularitat, es va arribar a associar el producte a centenars de modes i trucs casolans com, per exemple, la idea estesa d'utilitzar Mercromina barrejada amb crema Nivea per avançar el bronzejat. O quan Disney va llançar La Sireneta el 1989, que les nenes van començar a tenyir els cabells de les seves nines Barbie amb Mercromina per tornar-les pèl-roges i convertir-les així en la famosa Ariel.
El 1993, amb la programació d'una selecció de curtmetratges per part de Canal+, es va començar a reconèixer una sèrie de directors de cinema encapçalats per Santiago Segura o Álex de la Iglesia com la Generació Mercromina.
El 1995, després de la dissolució de Surfin' Bichos, tres dels seus components (Joaquín Pascual, Carlos Cuevas i José Manuel Mora) van crear el grup que van anomenar Mercromina, que durant deu anys va llançar 7 discos i un doble recopilatori, tots editats per Subterfuge Records.